# Deutsche Schwimmmeisterschaften 1912
Die 29. deutschen Meisterschaften im Schwimmen fanden vom 20. bis 22. Juli 1912 in Hamburg statt.
Diese kamen im Anschluss an die Olympischen Spiele von Stockholm zur Austragung und sahen gleich mehrere ausländische Olympiateilnehmer am Start (bei den Frauen u. a. Fanny Durack, Mina Wylie; bei den Männern u. a. Duke Kahanamoku, Perry McGillivray, George Hodgson, Michael McDermott, Nicholas Nerich, Frank Schryver, Harry Hebner).
Es wurde eine Strecke von 100 m sowie 1500 m geschwommen und der Mehrkampf ausgetragen, welche aus Tauchen, Springen und 100 m Schwimmen bestand. Zudem fanden Vorläufe (ohne Meisterschaft) in 100 m Rücken, 100 m Brust, 400 m Brust, 300 m Seite und 3 × 200 m Freistil der Männer statt. Die Staffelsieger erhielten einen „Weltausstellungspreis“. 100 m Freistil, 200 m Freistil sowie 100 m Brust der Frauen fanden ohne Meisterschaft, sondern als Vorläufer statt.
| Disziplin       | Name            | Verein                        | Zeit        | Punkte |
| --------------- | --------------- | ----------------------------- | ----------- | ------ |
| 100 m Freistil  | Duke Kahanamoku | Hawaii SC, Vereinigte Staaten | 1:01,6 min  | –      |
| 1500 m Freistil | George Hodgson  | Kanada                        | 24:52,0 min | –      |
| Mehrkampf       | R. Frankenstein | Lüneburger SV                 | –           | 67,80  |